# Monochamus
Monochamus je rod brouků z čeledi tesaříkovitých. Zahrnuje více než 150 druhů[zdroj⁠?!] rozšířených po Severní Americe, Evropě, Asie a Africe. Patří k významným škůdcům schopným napadat zdravé stromy. Jejich škodlivost je dána schopností přenášet háďátko borové, odb. Bursaphelenchus xylophilus (Steiner and Buhrer, 1934).
V ČR žijí 4 druhy: kozlíček sosnový, smrkový, hvozdník a M. saltuarius (Gebler, 1830).
V českém jazyce se pro zástupce tohoto rodu používá rodové jméno kozlíček, užívané však také pro jiné rody čeledi tesaříkovitých.